# Gunnar Törnqvist
Gunnar Törnqvist, född 23 januari 1933 i Ljungby, död 7 april 2024 i Lund, var en svensk geograf. 
Gunnar Törnqvist disputerade 1963 vid Stockholms universitet för doktorsgraden i geografi på avhandlingen Studier i industrilokalisering och blev samma år docent vid samma lärosäte. Han utnämndes till professor i ekonomisk geografi vid Lunds universitet 1967, senare professor emeritus. 
Törnqvist deltog som expert i en rad offentliga utredningar. Uppdragsgivare var olika svenska statsdepartement och av dessa tillsatta delegationer, kommittéer, expertgrupper och parlamentariska utredningar. På europeisk nivå var han knuten till European Strategy Forum on Research Infrastructures och European Science Foundation. Sedan 1970-talet satt han i olika forskningsråd, senast i Riksbankens Jubileumsfond. 
Han var i sin forskning främst inriktad på de sociala kommunikationernas ökade betydelse för näringslivets lokalisering, för vilket han gav en översikt med historiskt perspektiv i Sverige i nätverkens Europa (1993). Förutom lokaliseringsteori arbetade han som forskare med innovationsspridning, regional utveckling och regionala indelningar. Han har granskat frågor som rör effekterna av den fasta förbindelsen över Öresund och universitetens roll i modern samhällsutveckling. Europas nya ekonomiska geografi och kreativitetens villkor har ägnats särskild uppmärksamhet under senare år.

## Utmärkelser, ledamotskap och priser
- Ledamot av Kungl. Vetenskapsakademien (LVA, 1990)
- Ledamot av Vetenskapssocieteten i Lund (LVSL, 1968)[1]

## Publikationer i urval
- Studier i industrilokalisering (1963)
- Lokaliseringsförändringar inom svensk industri 1952-1960 (1964)
- TV-ägandets utveckling i Sverige 1956-65. En empirisk-teoretisk studie (1967)
- Flows of Information and the Location of Economic Activities (1968)
- The Process of Urbanization in the Perspective of Organization Theory, med Eric Rhenman (1969)
- Contact Systems and Regional Development  (1970)
- Multiple Location Analysis, med Peter Gould (1971)
- Kontaktbehov och resemöjligheter - några Sverigemodeller för studier av regionala utvecklingsalternativ (1972)
- System of Cities and Information Flows: Two Essays, med Allan Pred (1973)
- Lokaliseringsteori i omvandling (1975)
- The Geography of Economic Activities: Some Critical Viewpoints on Theory and Application (1977)
- Öresundsförbindelser. Konsekvenser för företag och hushåll, med doktorander (1978)
- On Fragmentation and Coherence in Regional Research (1979)
- La Créativité: Une Perspective Géographique (1989)
- Multilevel Network Barriers: The Methodological Challenge, med David Batten (1990)
- Sverige i nätverkens Europa. Gränsöverskridandets former och villkor (1993)(1996)
- Människa, teknik och territorium (1997)
- Renässans för regioner - om tekniken och den sociala kommunikationens villkor (1998)
- Organizing European Space, med Christer Jönsson och Sven Tägil (1999)
- Kunskap för välstånd. Universiteten och omvandlingen av Sverige, med Sverker Sörlin (2000)
- Science at the Cutting Edge. The Future of the Øresund Region (2002)
- Creativity in Time and Space (2004)
- Kreativitetens geografi (2004)
- Europa quo vadis? Integration och splittring i tid och rum, med Christer Jönsson och Sven Tägil (2007)
- Kreativitet i tid och rum - processer, personer och platser (2009)
- "The Geography of Creativity" (2011)

## Priser och utmärkelser
- Anders Retzius-medaljen i guld 2006
- Kungl. Vetenskaps-Societetens i Uppsala Thuréuspris 2006, för innovativ produktion och stora insatser i övrigt under ett halvt sekel inom svensk och internationell ekonomisk geografi.